# The Dark Girl
The Dark Girl (Arbeitstitel: Sisters) ist ein deutsch-österreichischer Spielfilm aus dem Jahr 2023 von Enrico Saller mit Philippe Brenninkmeyer und Katharina Scheuba. Premiere und Kinostart des Mystery-Thrillers war am 24. März 2023 in Plattling, wo Teile des Films gedreht wurden.

## Handlung
Laura Faun wuchs in einem Waisenhaus und später bei der wohlhabenden Familie Faun auf. Jahre später wird sie Bestsellerautorin, wohnt aber weiter im Haus ihrer Adoptiveltern in einer Kleinstadt, weil ihr das beschauliche Leben gefällt.
Nachdem ihre Nachbarn ermordet werden zählt auch Laura zu den Verdächtigen. Ein weiterer Mord geschieht auf ihrem Maskenball, bald passiert ein dritter Mord. Die Morde haben Ähnlichkeiten mit jenen aus ihrem Buch, die Bewohner geben ihr die Schuld. 
Unvermittelt taucht auch noch ihre beste Freundin aus dem Waisenheim aus. Laura sieht eine Möglichkeit die Mordserie zu stoppen, indem sie ihrem Buch einen Schritt voraus ist.

## Produktion und Hintergrund
Die Dreharbeiten fanden vom 12. November 2021 bis zum 27. März 2022 in Bayern statt. Drehorte waren unter anderem München und Plattling.
Produziert wurde der Film von der Münchner Deerhouse Films (Produzent Chris Hirschhäuser) und der österreichischen Lieblingsfilm Österreich GmbH aus Annenheim (Produzent Wolfram Winkler).
Die Kamera führten Chris Hirschhäuser und Mathias Bergmann, die Montage verantwortete Marina Hoeft. Den Ton gestalteten Hagen Kreter und George Becker.

## Auszeichnungen
- Camgaroo Award 2023: Auszeichnung in der Kategorie Spielfilm (Enrico Saller)[7][8]